# بلوک دیک
بلوک دیک (به هلندی: Blokdijk) یک منطقهٔ مسکونی در هلند است که در درخترلاند واقع شده‌است.